# Sfissifa
Sfissifa (ou Tnent en berbère) est une commune de la wilaya de Naâma en Algérie.
Elle couvre une superficie de 2 347,5 km2 et compte fin 2008 une population de 7 210 habitants.

## Histoire
- - Période précoloniale**

La région de Sfissifa a été habitée depuis des temps immémoriaux. Avant l'arrivée des colons français, elle était principalement peuplée par des tribus berbères. Les habitants de la région vivaient de l'agriculture et de l'élevage, s'adaptant aux conditions difficiles de ce milieu semi-aride.
- - Période coloniale**

Pendant la colonisation française, Sfissifa a été intégrée au système administratif colonial. La ville, comme beaucoup d'autres dans la région, a été le théâtre de mouvements de résistance contre l'occupation française. Les habitants de Sfissifa ont participé activement à la guerre de libération nationale qui a conduit à l